# Ani Lorak
Ani Lorak (in ucraino Ані Лорак?), pseudonimo di Karolina Myroslavivna Kujek (in ucraino Кароліна Мирославівна Куєк?; Kicman', 27 settembre 1978), è una cantante ucraina naturalizzata russa.

## Biografia
Si è candidata due volte per rappresentare l'Ucraina all'Eurovision Song Contest, perdendo nel 2005 e giungendo in finale nel 2008; in tale edizione è arrivata seconda con la canzone Shady Lady.
Il 29 ottobre 2008 è stata ospite della trasmissione televisiva Carràmba che fortuna, sancendo così il suo debutto assoluto in Italia.
È stata presentatrice dell'edizione Junior Eurovision Song Contest 2009 a Kiev.
Nell'ottobre 2022, Ani Lorak è stata sanzionata dal governo ucraino perché ha continuato a lavorare e a vivere in Russia dopo l'inizio dell'invasione russa dell'Ucraina nel febbraio 2022. Tra le altre restrizioni, è stata privata di tutte le onorificenze statali ucraine conferitele e le è stato vietato di entrare nel Paese per cinque anni. All'inizio del 2024, ha successivamente chiesto, ed ottenuto, la cittadinanza russa.

## Vita privata
Ani Lorak è sposata con Murat Nalchadzhioglu e ha una figlia, Sophia, nata il 9 giugno 2011.

## Discografia

### Album in studio
- 1996 – Choču letat'
- 1998 – Ja vernus'
- 2000 – www.anilorak.com
- 2001 – Tam, de ty je...
- 2004 – Ani Lorak
- 2005 – Smile
- 2006 – Rozkaži
- 2007 – 15
- 2009 – Solnce
- 2013 – Zažigaj serdce
- 2016 – Razve ty ljubil...
- 2019 – Za mečtoj
- 2021 – Ja živa
- 2023 – Ostrov

### Album dal vivo
- 2015 – Live šou "Karolina"
- 2020 – Diva
- 2024 – Koncert v den' roždenija

### Album di remix
- 2003 – Remix: Mrij pro mene

### Raccolte
- 2010 – The Best
- 2011 – Izbrannoe

### Singoli
- 2000 – Druz'ja
- 2008 – Shady Lady
- 2016 – Ja ne mogu skazat' (con Emin)
- 2019 – Ja v ljubvi
- 2019 – My narušaem
- 2019 – Son
- 2019 – Ja tebja ždala
- 2020 – Stradaem i ljubim
- 2021 – Napolovinu
- 2021 – Razdetaja
- 2021 – Ne otpuskaj (con Sergej Lazarev)
- 2021 – Bačila
- 2021 – On
- 2021 – Ne otpuskaj menja
- 2021 – Verila
- 2022 – Labirint
- 2023 – Rjadom, no ne vmeste/Obratnyj otsčet
- 2023 – Na meli
- 2023 – Čužie
- 2024 – Tancy
- 2024 – Through the Fear
- 2024 – Mužčina moj
- 2025 – Vulkany (con Artëm Kačer)